# Thierry Bianquis
Pour les articles homonymes, voir Bianquis.
Thierry Bianquis, né le 3 août 1935 à Broumana, au Liban, et mort le 2 septembre 2014 dans le 7e arrondissement de Lyon, est un orientaliste arabisant et universitaire français. Il est spécialisé dans l'étude du Moyen-Orient islamique médiéval, notamment du califat fatimide.

## Biographie
Thierry Bianquis est le fils de Philippe Bianquis et de Marie-Louise Bianquis. Son père est professeur de langue et civilisation françaises à l'université américaine de Beyrouth et sa mère enseigne la philosophie et est bibliothécaire de l'Institut français d'archéologie. Thierry Bianquis passe son enfance au Liban. Il fait ses études supérieures à l'université de Lyon et obtient l'agrégation d'histoire en 1963. Il enseigne au lycée Berthelot à Toulouse (1962-1965) et au lycée, Félix Faure à Beauvais (1965-1967). Il est résident de l'Institut français du Proche-Orient à Damas de 1967 à 1975 et devient directeur de celui-ci de 1975 à 1981, ainsi que membre de l'Institut français d'archéologie orientale au Caire de 1971 à 1975. Il rentre en France en 1981 et travaille au CNRS tout en finissant son doctorat d'État (1984). Il est ensuite enseignant-chercheur à l'université Lumière-Lyon-II, nommé professeur d'histoire et civilisation médiévales en 1991, puis professeur émérite en 2000. Il est rédacteur en chef de la deuxième édition de l'Encyclopédie de l'Islam ainsi que l'un des auteurs principaux de The Cambridge history of Egypt: Islamic Egypt.
Thierry Bianquis est l'époux d'Anne-Marie Bianquis (née Torquebiau). Celle-ci est elle-même spécialiste de l'orient et titulaire d'un doctorat de 3e cycle en géographie avec une thèse soutenue en 1980 et parue sous le titre de La réforme agraire dans la Ghouta de Damas.